# Рожеріу де Фрейташ
Роже́ріу де Фре́йташ (порт. Rogério de Freitas; *1910 — 28 червня 2001, Кашкайш, Оейраш) — португальський письменник, журналіст, художник, драматург і режисер театру.

## З життя і творчості
Народився в 1910 році, син актора Едуардо де Фрейтаса (Eduardo de Freitas).
Рожеріу де Фрейташ досяг певних успіхів, як у образотворчому мистецтві, так і в літературі.
Як художник обрав спершу неореалізм, а потім вдався до абстракціонізму. Живопису навчався в Португалії в майстра Фредеріко Айреса (Frederico Aires) і в Парижі, в майстерні Андре Лоте (André Lothe). Перша виставка митця відбулася у віці 28 років на II Salon de l'Art Mural, згодом у 1939 році він виставлявся на батьківщині в Португалії, а також в Парижі.
Як літератор співпрацював у газетах і журналах, був на посаді головного редактора часопису «EVA» протягом 20 років, у якому також друкував свої малюнки, опублікував свої перші оповідання.
Дебютна книга автора — збірка оповідань «Зачинені двері» (A Porta Fechada) побачила світ у 1952 році, перший роман «Тривожний час» (Tempo de Angústia) у 1958 році.  
Починаючи з 1967 року і близько 7 років керував графічною частиною Publicações Europa-América.
Як драматург опублікував першу п'єсу у 1968 році — «Мертві приходять пізніше» (Os Mortos Chegam Mais Tarde). 
У 1976 році співпрацював у політичному часописі Jornal Novo.
Був призначений на посаду головного театрального режисера і на цій посаді був до виходу на пенсію в 1980 році.
Рожеріу де Фрейташ помер 28 червня 2001 року в клініці в Кашкайші у віці 92 років.